# 秘鲁死刑制度
秘鲁最后一次执行死刑是在1979年。同年，该国对普通罪行废除了死刑。

## 历史
秘鲁的最后一次处决发生在1979年1月20日，当时26岁的空军中士胡里奥·巴尔加斯·加拉亚尔因向智利出售机密政治信息而被行刑队枪决。智利当时被认为是秘鲁的敌国。
1978年10月12日，巴尔加斯在试图进入塔拉拉的一个空军基地时被捕，他被指控试图进入基地收集机密信息。经过军事法庭的简短审判，巴尔加斯被判有罪。1978年12月14日，他被罚款10万比索，并同时被判处死刑。他对军事司法最高委员会的上诉在执行死刑的前一天被驳回，他被立即剥夺了一切荣誉和职务，并于早上6点被处决。到目前为止，这场处决是有争议的。巴尔加斯的女儿和其他家庭成员声称，秘鲁官员用酷刑迫使巴尔加斯认罪。
1979年，秘鲁废除了对和平时期犯罪的死刑，并在其《宪法》修正案中明确规定废除死刑。然而，宪法并没有废除对六种特定战时罪行的死刑，包括叛国、种族灭绝、反人类罪、恐怖主义、战争罪和谋杀。

## 当前使用情况
目前，死刑只在战争期间合法，并且有若干限制。在战争期间，允许对特定罪行判处死刑和执行死刑，而且只能由军事法庭在战争状态期间判处。死刑由行刑队执行，对于和平时期宪法废除的六种特定罪行，允许执行死刑。
尽管废除了和平时期的死刑，而且政府自1979年以来没有执行过正式处决，但仍然有一些法外处决和非官方处决的记录，例如1991年的高街区大屠杀和1997年4月22日在日本大使馆处决准军事劫持人质者。

## 现代发展
《秘鲁宪法》允许恢复对和平时期恐怖主义的死刑。2006年11月11日，阿兰·加西亚·佩雷斯总统向秘鲁国会提交了一项议案，提议恢复和平时期对恐怖主义的死刑。2007年1月10日，秘鲁国会否决了该法案。
2006年8月早些时候，阿兰·加西亚·佩雷斯总统提议在秘鲁对强奸和谋杀儿童的罪犯重新实行死刑，这引起了国际人权联盟等人权组织的谴责。本月晚些时候，国际人权联合会发表了一份声明，称在秘鲁重新引入死刑将是“对人权的一次挫折”。
2018年2月1日，11岁的吉米娜·阿韦拉内达在利马被奸杀，这一事件重新点燃了秘鲁关于死刑的辩论。在她被谋杀一周后，4000多名秘鲁公民参加了一场穿越利马的游行，抗议她被谋杀，并呼吁严惩凶手。